# FK 첼리크 닉시치
FK 첼리크 닉시치(ФК Челик Никшић, FK Čelik Nikšić)는 닉시치를 연고로 하는 몬테네그로의 축구 클럽이다. 현재는 몬테네그로 3부 리그에 참가하고 있다.

## 성적
- 몬테네그로컵 1회 우승 (2011-12)
- 몬테네그로 2부 리그 1회 우승 (2011-12)

## 같이 보기
- 닉시치